# Pseudelaphe phaescens
Pseudelaphe phaescens — вид змій родини полозових (Colubridae). Ендемік Мексики.

## Поширення і екологія
Pseudelaphe phaescens мешкають на півострові Юкатан, в штатах Юкатан, Кампече і Кінтана-Роо. Вони живуть в тропічних лісах і чагарникових заростях.